# Maria Heylen
Maria Heylen (Geel, 28 mei 1933 – Wommelgem, 17 januari 2024) was een Belgische jeugdschrijfster.

## Levensloop
Maria Heylen studeerde sierkunsten te Antwerpen en gaf les in kunst- en kostuumgeschiedenis. Daarnaast was ze auteur van tal van kinder- en jeugdboeken, waarbij ze een voorliefde had voor het thema geschiedenis. Ze schreef 43 boeken, daarnaast schreef ze 11 Vlaamse Filmpjes, 11 Uiltjes en 4 Okapi's. Haar eerste boek(je) was Tafke (1964). Tot haar dood was ze woonachtig in een woonzorgcentrum in Wommelgem.
Heylen overleed in januari 2024 op 90-jarige leeftijd.

## Selectieve bibliografie
Een selectief overzicht van haar werken:
- Bittere thee: vier verhalen uit Sri Lanka, Vietnam, Israël en Mexico (Altiora, 1985)
- Choco Bongo - De Okapi's - (De Sikkel, 1999)
- Christina (Standaard, 1980)
- Dag Rosse, ben je daar weer (Standaard, 1992)
- De blauwe galabia (Standaard, 1977)
- De dochter van Echnaton (De Sikkel, 1976)
- De draadjespop (Standaard, 1992)
- De dwerg van Montmartre (Standaard, 1995)
- De eed van Hippocrates (De Sikkel, 1994)
- De gouden vlinder (Jonckx, 1978)
- De herder van Arkadi (Abimo, 2003)
- De kleine robot (Heideland-Orbis, 1968)
- De roof van de Mona Lisa (De Sikkel, 1980)
- De schat van de dode zee
- De schat van de rommelmarkt (De Sikkel, 1991)
- De verdwenen koningin (Standaard, 1988)
- De witte vlinder (Heideland-Orbis, 1972)
- Een graf vol mummies (De Sikkel, 1998)
- Een vracht herinneringen (Standaard, 1993)
- Emma en de naakte papegaai (Standaard, 1994)
- Flaporen in de wind - De Uiltjes - (De Sikkel, 1999)
- Gehavende handen (De Sikkel, 1997)
- Het huis met de rode luiken (Standaard, 1994)
- Het meisje in de spiegel (Abimo, 2004)
- Het meisje met de orchidee (Heideland-Orbis, 1973)
- Het meisje met de ster (Standaard, 1994)
- Ik ben tweedehands (Standaard, 1987)
- In de ban van de farao (Standaard, 1997)
- Jaap en de peer (Heideland-Orbis, 1972)
- Jeanne d'Arc (Standaard, 1990)
- Knabbelsnuitje (Standaard, 1989)
- Lies en de poes (Heideland, 1972)
- Mijn broer is een punker
- Noeni (Heideland-Orbis, 1972)
- Ons en de ooievaar (Standaard, 1989)
- Ons en de wereld (Standaard, 1989)
- Paardenstaart (Lannoo, 2000)
- Reis naar het verleden (Standaard, 1987)
- Rimpels in het water (Clavis, 2000)
- Schrijf het op
- Spinalonga (Standaard, 1996)
- Sprong in de ruimte (Standaard, 1992)
- Terug naar Aboe Simbel (Abimo, 2002)
- Uit het land van de krant (Heideland, 1972)
- Verhalen uit noord en zuid (Altiora, 1976)
- Vlaamse sprookjesschat (Deltas, 1996)
- Voettocht naar vrijheid (Abimo, 2004)
- Wie is die clown? - De Uiltjes - (De Sikkel, 1999)
- Wit en zwart (Heideland-Orbis, 1972)

## Bekroningen
- 1972 - Rotaryprijs
- 1978 - Referendumprijs
- 1980 - Prijs Letterkunde Provincie Antwerpen, "Reis naar het verleden"
- 1986 - Prijs Kinder- en Jeugdjury Vlaanderen, "De witte vogel"
- 1987 - Prijs Kinder- en Jeugdjury Vlaanderen, "De schat van de dode zee"
- 1989 - Lod. Lavkiprijs, "De verdwenen koningin"
- 1998 - Prijs Kinder- en Jeugdjury Limburg, "Spinalonga"
- 2001 - Prijs Kinder- en Jeugdjury Vlaanderen, "Rimpels in het water"
- 2001 - John Flanders Prijs, "Schrijf het op"[4]
- 2003 - Prijs Kinder- en Jeugdjury Vlaanderen, "Voettocht naar de vrijheid"